# Louis van Tulder
Lodewijk Alidus Johannes (Louis) van Tulder (Amsterdam, 22 mei 1892 – Hilversum 12 november 1969) was een Nederlands tenor.

## Jeugd
Hij was zoon van horlogemaker en winkelier Wilhelmus Jacobus van Tulder en Johanna Cornelia Smit, voor langere tijd woonachtig of werkend aan de Haarlemmerstraat 114. Zelf trouwde hij met Josephina Maria Winnubst (dochter van een muziekonderwijzer, overleden 1955), hij hertrouwde in 1961 met Wilhelmina Johanna Beringer, weduwe van hoorspelacteur Piet te Nuyl sr..
Louis van Tulder was al snel halfwees; zijn moeder overleed toen hij vijf jaar oud was (januari 1898). Zijn vader, broers en zussen hielden hem, geboren als nakomertje, kort. Het zingen werd hem echter met de paplepel ingegoten want vader en broers zongen in het kerkkoor van De Posthoorn aan de Haarlemmerstraat. Hij kon dus als achtjarige al invallen als jongenssopraan in het kerkkoor. Hij wilde daar al van jongs af aan mee verder, maar vader zag dat niet zitten, mede omdat een van zijn oudere broers Fortunatus van Tulder al een muziekloopbaan had uigestippeld. Hij ging werken in een likeurstokerij en vanaf 1911 als bankbediende bij de Amsterdamsche Bank (aldus zijn inschrijving in het militieregister). Nadat hij al vroeg zijn stem zakte, sloot hij zich aan bij het koor van de Vereniging Rooms-Katholieke Kerkzangers van Anton ter Steege. Deze hoorde zijn goede stem en bracht hem in 1900 onder bij zanglerares Magdalena Geertruida Meerum Terwogt. Later volgde als docent nog Aaltje Noordewier-Reddingius. 

## Loopbaan
Alsof zingen nog  niet voldoende was bespeelde hij ook het pijporgel van de kerk Het Torentje, maar zingen ging toch voor. Hij sloot zich als tenor aan bij het dubbelkwartet van Frans Rigter en de Koninklijke Oratorium vereniging van Anton Tierie, die hem al snel solopartijen gaf. Curieus is een uitvoering van Joseph Haydns Die Jahreszeiten op 23 april 1912, waarbij Van Tulder tijdens de uitvoering inviel voor de beoogd solist, die ineens zijn stem was kwijt geraakt. Zijn muziekloopbaan nam een vlucht en Van Tulder gaf zijn baan bij de bank op (1915). Hij richtte zelf met een vriend een eigen koor op: R.K. Oratorium-Vereeniging, dat hij tevens als (koor)dirigent onder zijn hoede nam. Echter het volgende jaar sloot hij zich aan bij de Nederlandsche Opera van Gerhardus Hendricus Koopman. Zijn eerste optreden vond plaats in het hol van de leeuw: het Paleis voor Volksvlijt (2 oktober 1916) in de opera La bohème van Giacomo Puccini. In die tijd zong Van Tulder om zijn vader niet voor de kop te stoten soms onder het pseudoniem Leo Matul. 
In de late jaren tien van de 20e eeuw trok Van Tulder naar Den Haag en omgeving; hij ging zingen bij de "Nationale Opera" van Willem van Korlaar jr.. Van Tulder kwam er achter dat zijn lyrische stem niet zo goed paste bij opera, bovendien vond hij dat hij zich als een hark over het podium bewoog. Hij schakelde over naar een loopbaan als concertzanger en zangpedagoog. Dat eerste leidde tot een professionele vriendschap met Alphons Diepenbrock, die hem inschakelde om voor te zingen als ook voor uitvoeringen van zijn zangwerken waaronder Memorare, Lied van den hop en De vogels. Het laatste leidde tot een loopbaan aan het Rotterdams Conservatorium. Een optreden bij de familie van Willem Mengelberg leidde weer tot een lange loopbaan als solist bij het Concertgebouworkest, ook hier meest concerten en oratoria. In de jaren twintig en dertig was hij veelvuldig in Duitsland en Zwitserland te vinden, hetgeen opgevolgd werd door deelname aan het Hollands Vocaal Kwartet met Jo Vincent, Suze Luger-van Beuge en Willem Ravelli. Hij verhuisde van Rijswijk naar Voorburg (1937). Begin jaren veertig werd Van Tulder ziek, zeker drie jaar lang had hij extreem last van maagbloedingen waarbij diverse operaties plaatsvonden. Voorts leefde het gezin jarenlang in onzekerheid over het leven van zoon Peter van Tulder Tussen 1916 en 1948 zong hij 255 keer met het Concertgebouworkest meest onder Willem Mengelberg en Eduard van Beinum. Tijdens zijn laatste concert aldaar op 7 september 1948 zong hij tijdens het inhuldigingsconcert van Hare Majesteit Koningin Juliana der Nederlanden mee in het Te Deum van Diepenbrock, opnieuw met een kwartet met Vincent, Ravelli en Annie Woud. 

## Einde loopbaan
Op de grens van 1949 en 1950 moest hij een galblaasoperatie ondergaan. Vrijwel direct daarna stopte hij met zingen. Een andere reden was dat hij het gevoel had onderbetaald te worden; de vergoeding voor zangers waren in zijn ogen onvoldoende daarmee een bestaan te vullen. Een jaar later overleed zijn zoon Alexander Johannes Maria van Tulder.
Hij bleef echter wel onderwijzen en dirigeren van allerlei (kerk-)koren en vond nieuwe emplooi als bestuurslid binnen de muziekwereld. Zo had hij zitting als voorzitter van de Vakgroep Concerterende Vocalisten van de Nederlandse Toonkunstenaars Vereniging. In maart 1955 was hij betrokken bij een verkeersongeluk met een vrachtwagen. 
 In september 1955 overleed zijn eerste vrouw Winnubst. Zes jaar later hertrouwde hij en trok naar Hilversum, hetgeen een eind maakte aan zijn Haagse en Rotterdamse carrière. Hij begeleidde voortaan zangers uit Het Gooi.
In november 1969 werd hij aangereden bij het oversteken van se ’s-Granvenlandseweg. Hij raakte daarbij dermate verwond raakte dat hij naar het R.K.-Ziekenhuis in Hilversum moest worden gebracht, alwaar hij overleed. Een  rouwadvertentie citeert Johann Sebastian Bachs Matthäus-Passion: "Wir setzen uns mit Tränen nieder". Van Tulder zou die Matthäuspassie ongeveer 500 keer gezongen hebben. Hij werd begraven op Begraafplaats Sint Barbara aan de Binckhorstlaan in Den Haag.
Van Tulders stem is bewaard gebleven via plaatopnamen.Zijn autobiografie werd in 1946 uitgebracht onder de titel Van kantoorkruk tot hoge C.
Voor zijn werkzaamheden werd het benoemd tot officier in de Orde van Oranje-Nassau. En ridder in de Orde van Sint-Gregorius de Grote. Zoon Prof.dr. J.J.M. van Tulder was hoogleraar te Leiden.
- Bibsys: 4084408
- Bibliothèque nationale de France: cb13900747q (data)
- Biografisch Portaal: 14942181
- Gemeinsame Normdatei: 134906101
- International Standard Name Identifier: 0000 0000 5514 4141
- Library of Congress Control Number: no97018303
- Nationale Bibliotheek van Tsjechië: xx0174539
- Nationale Bibliotheek van Israël: 987012503057805171
- Nederlandse Thesaurus van Auteursnamen: 070038295
- Istituto Centrale per il Catalogo Unico: DDSV183145
- Système universitaire de documentation: 172348110
- Virtual International Authority File: 49409644
- WorldCat: E39PBJkdkXQtPff4TVjFfTJJjC